# Ennis del Mar
Ennis Del Mar là nhân vật chính hư cấu của truyện ngắn "Brokeback Mountain" viết bởi nhà văn Annie Proulx, từng đoạt giải Oscar cho bộ phim cùng tên của đạo diễn Lý An. Câu chuyện của Ennis được miêu tả bởi mối quan hệ phức tạp về tình dục và lãng mạn của anh với Jack Twist ở Miền Tây nước Mỹ, hơn hai thập kỷ từ năm 1963 đến năm 1983. Trong phim, Ennis được đóng bởi Heath Ledger, người được đề cử giải Oscar cho Nam diễn viên xuất sắc nhất cho vai diễn của anh.
"Ennis del Mar" theo nghĩa đen là "Đảo của biển". Ennis theo ngôn ngữ của Ireland có nghĩa là "đảo" và del mar trong tiếng Tây Ban Nha có nghĩa là "của biển".

## Đặc điểm
Trong một cuộc phỏng vấn về tác phẩm của mình (Brokeback Mountain), Proulx nói Ennis Del Mar là một " đứa trẻ nông trại bối rối ở Wyoming", người đã rơi vào hoàn cảnh tình dục cá nhân mà anh ta không thể đoán trước, cũng không thể hiểu được. Bà cho biết cả hai người đều bị "lừa dối bởi những câu chuyện cao bồi", và "Ennis cố gắng trở thành một chàng cao bồi nhưng không bao giờ vượt qua được công việc làm nông trại".  Ennis cũng khá kín tiếng về mối quan hệ giữa anh và Jack, không muốn tỏ ra tình cảm với Jack. Khi Jack đưa ra những lý do về việc họ sống chung với nhau, hoặc thậm chí yêu cầu Ennis chuyển đến Texas, là quê nhà của mình, Ennis luôn từ chối, đôi khi rất khắc nghiệt.

### Khuynh hướng tình dục
Một bí ẩn xung quanh Ennis Del Mar (cũng như Jack Twist) đó là khuynh hướng tình dục của anh ta. Anh có mối quan hệ tình dục và tình cảm, có mức độ thay đổi và biến động, với Jack, vợ Alma, và bạn gái Cassie.
Một số nhà phê bình phim xác định Ennis là lưỡng tính chứ không phải là đồng tính luyến ái. Nhà nghiên cứu tình dục Fritz Klein cho biết ông cảm thấy Ennis đang "hơi hướng đến thẳng (trai thẳng) nhiều hơn là lưỡng tính". Nam diễn viên thủ vai Ledger đã chia sẻ với tờ tạp chí TIME rằng: "Tôi không nghĩ rằng Ennis có thể được gắn nhãn là gay mà không có Jack Twist, tôi nghĩ rằng toàn bộ vấn đề đó là hai linh hồn của họ đã yêu nhau". Nhà sản xuất phim, James Schamus, và nhà văn Eric Marcus, có liên quan đến LGBT, cho rằng cả hai đều đồng tính.

## Tóm tắt cốt truyện
Tuy bối cảnh là Wyoming, phim này đã được quay tại Alberta, Canada. Brokeback Mountain kể lại câu chuyện của Ennis del Mar (diễn viên Heath Ledger) và Jack Twist (Jake Gyllenhaal). Hai người này có cùng hoàn cảnh: đều sống xa bố mẹ từ bé, không người thân thích khác và phải ra ngoài xã hội lao động để tự nuôi sống bản thân. Họ gặp nhau, tâm tình và thông cảm với những nỗi khổ, sự vất vả mà cả hai đang phải đương đầu. Tình yêu đã đến với họ vào năm 1963 trong lúc cả hai cùng nhận việc chăn cừutại Wyoming. Trong khoảng thời gian này, chỉ có hai người cùng ăn uống, sinh hoạt tại đây, trải qua mùa đông lạnh, tuyết rơi, tách biệt với những người khác. Người này đã tìm thấy ở người kia sự cảm thông và là nơi bấu víu, là điểm tựa của mình. Khi mùa xuân đến, công việc chăn cừu của họ chấm dứt. Phần tiếp theo phim này kể lại quan hệ giữa hai người trong khoảng 20 năm từ khi họ gặp lại nhau.
Sau khi hai người chia tay sau khi hoàn thành công việc, Ennis lập gia đình và có con với Alma Beers (Michelle Williams). Jack thì đến Texas và kết hôn với Lureen Newsome (Anne Hathaway).
Bốn năm sau, Ennis nhận được một bưu thiếp từ Jack cho biết rằng Jack sẽ đến thăm Ennis. Hai người gặp mặt và kết nối lại mối quan hệ. Tuy xa nhau nhưng người này vẫn luôn nhớ về người kia. Jack muốn sống với Ennis, nhưng vì Ennis bị ám ảnh bởi một sự kiện lúc còn nhỏ khi một người bị nghi là đồng tính bị giết, không chấp thuận.
Hơn thế nữa, Ennis đã có gia đình, không thể bỏ nhà đi theo Jack được. Ennis dần dần tỏ ra thờ ơ với gia đình mình, và thích đi "câu cá" với Jack hơn là nuôi vợ con. Alma khám phá ra quan hệ giữa hai người và ly dị Ennis.
Jack vui mừng vì tin tưởng rằng mình có thể sống chung với người yêu, nhưng Ennis phải ở lại Wyoming và làm việc để nuôi con. Jack buồn bã về lại Texas. Vì hai người không thể để ai khác khám phá ra mối quan hệ và còn vướng gia đình của mình, họ chỉ thỉnh thoảng gặp nhau trong các cuộc cắm trại trên núi.
Thấm thoát 20 năm đã qua. Vào một ngày, cách hôm gặp nhau gần nhất là vài tháng, Ennis khám phá là Jack đã chết sau khi bưu thiếp trở lại với dấu ấn "đã chết". Ennis gọi Lurleen, vợ Jack, và được cho biết rằng Jack đã bị tai nạn. Tuy nhiên Ennis luôn bị ám ảnh bởi ý nghĩ Jack bị giết vì đã bị khám phá là đồng tính. Lurleen cũng cho Ennis biết rằng Jack muốn tro mình được rải trên khắp núi Brokeback, và Lurleen gợi ý Ennis xin phép cha mẹ Jack để đem tro Jack đến đó. Lurleen nhấn mạnh rằng, trong những giây phút cuối đời, Jack chỉ nói đến người bạn thân thiết và nói là trong đời, Jack không bao giờ quên những giây phút trên ngọn núi Brokeback, cả mùi vị của loại rượu anh đã uống ở đó. Ennis cũng khóc và nói với Lurleen rằng, anh chính là người bạn đó của Jack.
Ennis thăm cha mẹ Jack, nhưng cha Jack không đồng ý đưa tro Jack. Trong phòng của Jack, Ennis khám phá hai chiếc áo trong buồng quần áo. Áo của Jack được phủ ra bên ngoài áo của Ennis. Hai chiếc áo này được treo lên trên cùng một móc, chính là áo mà họ đã mặc vào ngày cuối cùng họ ở trên núi Brokeback. Ngày cuối cùng đó, hai người đã đánh nhau và có máu hai người chảy ra thấm trên hai chiếc áo đó. Jack đã lấy áo của Ennis về nhà, trong khi Ennis lại tin rằng áo còn ở trên núi.
Ở phần cuối phim là đoạn người con gái của Ennis đến mời bố dự đám cưới của mình, sau đó cô đã để quên chiếc áo choàng lại nơi ở của Ennis. Phim kết với cảnh Ennis mở buồng áo của mình ra, nhìn lại hai chiếc áo đã móc lại với nhau, áo của Ennis phủ ra ngoài áo của Jack, cùng với một bưu thiếp cảnh núi Brokeback. Ennis khóc và thì thầm 'Jack, tôi thề...', chỉnh tấm bưu thiếp cho ngay ngắn rồi đóng cửa tủ và bước đi.